# Death Walks Behind You
| 전문가 평가 | 전문가 평가 |
| 평가 점수   | 평가 점수   |
| 출처        | 점수        |
| ----------- | ----------- |
| Allmusic    | 4.5/별      |

《Death Walks Behind You》는 1970년 9월에 발매된 영국의 록 밴드 아토믹 루스터의 두 번째 스튜디오 음반이다. 이 음반은 비록 소매가 다르지만 미국 발매를 받은 그들의 첫 번째 음반이었다. 이 음반은 일반적으로 빈센트 크레인, 존 듀 칸, 폴 해먼드의 '클래식' 라인업에 의해 녹음된 전형적인 아토믹 루스터 음반으로 여겨진다. 이 음반은 확실히 비평적으로나 상업적으로 그들의 가장 성공적인 음반이며 종종 프로그레시브 록 장르의 고전으로 환영받는다. 또한 히트 싱글 〈Tomorrow Night〉 (영국 11위)을 제작하여 밴드의 가장 유명한 곡 중 하나가 되었다. 이 음반의 커버는 윌리엄 블레이크의 작품 《네부카드네자르》가 특징이다. 밴드 사진은 전직 배우 출신 사진작가 리처드 라이온이 액튼 W3의 처치필드 로드 묘지에서 찍었다.
1992년 패러다이스 로스트, 2000년 비겔프, 2012년 스웨덴의 데스 메탈 밴드 논엑시스트가 타이틀 곡을 녹음했다.

## 배경
데뷔 단기간에 빈센트 크레인을 제외한 오리지널 멤버가 탈퇴했고 존 듀 칸 (기타, 보컬)과 폴 해먼드 (드럼)가 새 멤버로 영입됐다. 커버 아트에는 윌리엄 블레이크의 작품 《네부카드네자르》가 사용되었다.

## 반응
영국에서는 1971년 1월 16일에 영국 음반 차트에서 첫 등장 44위를 차지했고, 최종적으로는 총 8주 톱 100에 진입해 최고 12위를 기록하는 히트를 기록했다. 또, 싱글 〈Tomorrow Night〉는 1971년 2월 6일에 영국 싱글 차트에서 첫 등장 34위를 해, 최종적으로는 12주 톱 100에 들어가, 최고 11위를 기록했다.
이 음반은 최초로 미국 빌보드 200에 진입하며 최고 90위를 기록, 밴드의 유일한 미국 톱 100 음반이 되었다.

## 곡 목록
| #  | 제목                       | 작사·작곡               | 재생 시간 |
| -- | -------------------------- | ----------------------- | --------- |
| 1. | 〈Death Walks Behind You〉 | 존 듀 칸, 빈센트 크레인 | 7:28      |
| 2. | 〈Vug〉                    | 크레인                  | 4:57      |
| 3. | 〈Tomorrow Night〉         | 크레인                  | 3:56      |
| 4. | 〈7 Streets〉              | 듀 칸                   | 6:40      |

| #  | 제목                     | 작사·작곡     | 재생 시간 |
| -- | ------------------------ | ------------- | --------- |
| 5. | 〈Sleeping for Years〉   | 듀 칸         | 5:24      |
| 6. | 〈I Can't Take No More〉 | 듀 칸         | 3:32      |
| 7. | 〈Nobody Else〉          | 크레인, 듀 칸 | 4:58      |
| 8. | 〈Gershatzer〉           | 크레인        | 7:58      |